# Мирноградский городской совет
 Мирноградский городской совет (укр. Мирноградська міська рада; до 2016 — Димитровский городской совет) — одна из административно-территориальных единиц в составе Донецкой области.
17 июля 2020 года вся территория горсовета была ликвидирована и воссоединена с Покровским районом.

## Состав
Мирноградский городской совет — 48 961 чел.
- город Мирноград — 47 957 чел.
- Сельское население  (село Светлое) — 1 004 чел.

Всего: 1 город (1 горсовет), 1 село.

## Экономика
Основу экономики составляет угольная промышленность (Государственное предприятие «Мирноградуголь»).